# Fernanda Villegas
María Fernanda Villegas Acevedo (Antofagasta, Región de Antofagasta, Chile, 9 de marzo de 1963) es una bachiller en teología y política chilena, miembro del Partido Socialista (PS). Entre el 11 de marzo de 2014 y el 11 de mayo de 2015, se desempeñó como ministra de Desarrollo Social, bajo la segunda administración de la presidenta Michelle Bachelet.

## Vida personal
Nació en la comuna chilena de Antofagasta el 9 de marzo de 1963, hija del técnico Luis Víctor Villegas Riveros y de Irma del Carmen Acevedo Marambio. Está emparejada con el empresario Carlos Cano Barriga.

## Carrera política
En el ámbito político, formó parte de las filas de la Izquierda Cristiana (IC), y en 1990 ingresó al Partido Socialista de Chile (PS).
Entre los años 2000 y 2006, periodo correspondiente a la administración del presidente Ricardo Lagos, actuó como jefa del Área de Desarrollo Económico y Superación de Pobreza, además de ser asesora del Servicio Nacional de la Mujer (Sernam). Posteriormente, en 2007 fue trasladada al Fondo de Solidaridad e Inversión Social (FOSIS) en donde fue emplazada como asesora.
En 2008, se convirtió en jefa de gabinete de la ministra de Planificación Clarisa Hardy. Luego, entre 2009 y 2010, se desempeñó como asesora de la presidencia de la República, ambos puestos bajo la primera presidencia de Michelle Bachelet. Durante 2013 trabajó bajo el alero de dicha exmandataria, entonces candidata presidencial, siendo jefa del área redes y ciudadanía de su comando de cara a la elección presidencial de ese año.
El 11 de marzo de 2014, en el marco del segundo gobierno de la presidenta Michelle Bachelet, fue nombrada como ministra de Desarrollo Social, siendo la sexta titular mujer en el cargo que ejerció hasta el 11 de mayo de 2015.
En 2024 fue definida como la candidata del Partido Socialista (PS) de cara a las elecciones primarias del pacto "Contigo Chile Mejor" en la comuna de Providencia, oportunidad en la que logró el 34,40% de los votos sin resultar nominada, siendo superada por la candidata y concejala de Convergencia Social (CS), Macarena Fernández, quien obtuvo un 35,44% de lo sufragios.

## Historial electoral

### Elecciones primarias municipales de 2024
- Elecciones primarias municipales de Chile Contigo Mejor de 2024, para la alcaldía de Providencia.[5]

| Candidato          | Partido | Votos | %      | Resultado |
| ------------------ | ------- | ----- | ------ | --------- |
| Macarena Fernández | CS      | 1 504 | 35,44% | Nominada  |
| Fernanda Villegas  | PS      | 1 460 | 34,40% |           |
| Bartolomé Reus     | PL      | 593   | 13,97% |           |
| Pedro Araya        | PCCh    | 448   | 10,56% |           |
| Giovanka Luengo    | FREVS   | 239   | 5,63%  |           |